# La Roche-Noire
 (août 2009).
Si vous disposez d'ouvrages ou d'articles de référence ou si vous connaissez des sites web de qualité traitant du thème abordé ici, merci de compléter l'article en donnant les références utiles à sa vérifiabilité et en les liant à la section « Notes et références ».
Pour les articles homonymes, voir Roche Noire (homonymie) et La Roche.
La Roche-Noire (La Ròcha Nèira en occitan) est une commune française située dans le département du Puy-de-Dôme, en région Auvergne-Rhône-Alpes. Elle fait partie de l'aire d'attraction de Clermont-Ferrand.

## Géographie

### Localisation
Cinq communes (six en incluant le quadripoint avec Cournon-d'Auvergne) sont limitrophes de La Roche-Noire.
| Cournon-d'Auvergne (quadripoint) | Pérignat-sur-Allier |                          |
| Le Cendre                        | La Roche-Noire      | Saint-Georges-sur-Allier |
| Les Martres-de-Veyre             | Mirefleurs          |                          |

### Géologie et relief
Le village se trouve à 410 m au pied d'une haute falaise basaltique percée de grottes préhistoriques. Il s'étend sur 307 ha.

### Hydrographie
L'Allier coule à l'ouest de la commune.

### Transports
La commune est traversée par la route départementale 1 reliant Pont-du-Château et Pérignat-sur-Allier au nord à Mirefleurs et Vic-le-Comte au sud. La D 118 relie la D 1 à l'ouest et Saint-Georges-sur-Allier à l'est ; la D 81a traverse le centre du village.

### Climat
Pour des articles plus généraux, voir Climat d'Auvergne-Rhône-Alpes et Climat du Puy-de-Dôme.
En 2010, le climat de la commune est de type climat océanique dégradé des plaines du Centre et du Nord, selon une étude du Centre national de la recherche scientifique s'appuyant sur une série de données couvrant la période 1971-2000. En 2020, Météo-France publie une typologie des climats de la France métropolitaine dans laquelle la commune est exposée à un climat de montagne ou de marges de montagne et est dans la région climatique Nord-est du Massif Central, caractérisée par une pluviométrie annuelle de 800 à 1 200 mm, bien répartie dans l’année.
Pour la période 1971-2000, la température annuelle moyenne est de 11,2 °C, avec une amplitude thermique annuelle de 16,6 °C. Le cumul annuel moyen de précipitations est de 793 mm, avec 10 jours de précipitations en janvier et 6,9 jours en juillet. Pour la période 1991-2020, la température moyenne annuelle observée sur la station météorologique de Météo-France la plus proche, « Plauzat_sapc », sur la commune de Plauzat à 11 km à vol d'oiseau, est de 11,3 °C et le cumul annuel moyen de précipitations est de 606,8 mm,. Pour l'avenir, les paramètres climatiques de la commune estimés pour 2050 selon différents scénarios d'émission de gaz à effet de serre sont consultables sur un site dédié publié par Météo-France en novembre 2022.

## Urbanisme

### Typologie
Au 1er janvier 2024, La Roche-Noire est catégorisée ceinture urbaine, selon la nouvelle grille communale de densité à sept niveaux définie par l'Insee en 2022.
Elle appartient à l'unité urbaine de Pérignat-sur-Allier, une agglomération intra-départementale regroupant deux  communes, dont elle est une commune de la banlieue,,. Par ailleurs la commune fait partie de l'aire d'attraction de Clermont-Ferrand, dont elle est une commune de la couronne,. Cette aire, qui regroupe 209 communes, est catégorisée dans les aires de 200 000 à moins de 700 000 habitants,.

### Occupation des sols
L'occupation des sols de la commune, telle qu'elle ressort de la base de données européenne d’occupation biophysique des sols Corine Land Cover (CLC), est marquée par l'importance des territoires agricoles (49,6 % en 2018), en diminution par rapport à 1990 (51,4 %). La répartition détaillée en 2018 est la suivante : zones agricoles hétérogènes (23,7 %), terres arables (21 %), zones urbanisées (15,6 %), mines, décharges et chantiers (13,1 %), forêts (10 %), eaux continentales (7,2 %), prairies (4,8 %), milieux à végétation arbustive et/ou herbacée (4,6 %). L'évolution de l’occupation des sols de la commune et de ses infrastructures peut être observée sur les différentes représentations cartographiques du territoire : la carte de Cassini (XVIIIe siècle), la carte d'état-major (1820-1866) et les cartes ou photos aériennes de l'IGN pour la période actuelle (1950 à aujourd'hui).

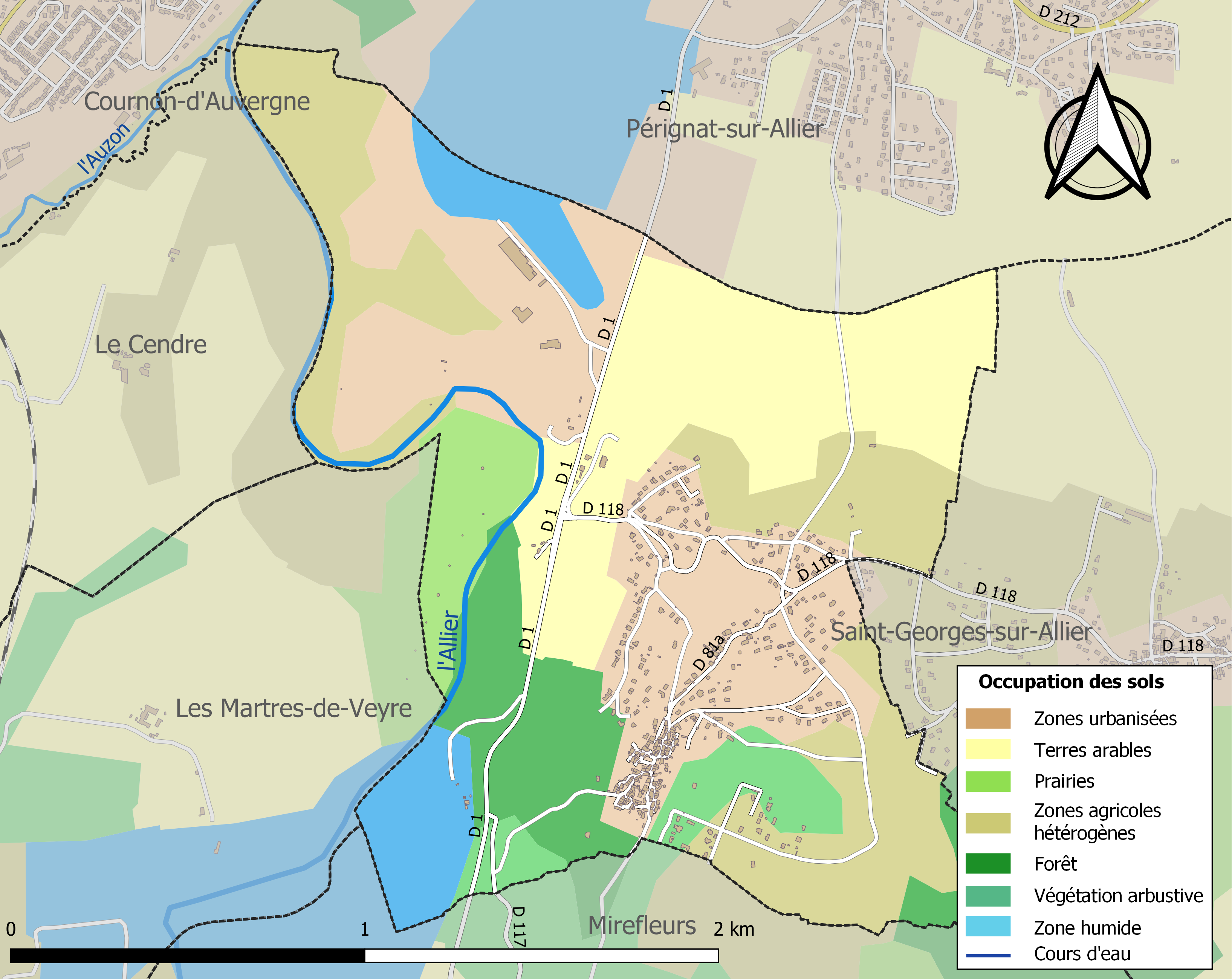
Carte des infrastructures et de l'occupation des sols de la commune en 2018 (CLC).

## Toponymie
Au cours de la période révolutionnaire de la Convention nationale (1792-1795), la commune a porté le nom de Roche-Margnat.

## Histoire
La Roche-Noire a pris son nom actuel, qui est moderne, de la masse de lave qui est très noire au-dessous de laquelle le village est situé. En remontant le temps, il s’est appelé Villa Mariniacum en 959. La Roche Margnat en 1481. La Roche de Marniac en 1686. La Roche de Margnat en 1762.
La Roche de Mirefleurs en 1789. Au XVIIIe siècle, le village s’appelait Dreuil-en-la-Roche et son centre, avec l’église paroissiale Saint-Symphorien, était en contrebas près de l’Allier, au pied d'une falaise de basalte. Cet habitat, menacé par le délitement de la falaise, fut progressivement abandonné ; il est aujourd’hui complètement disparu.
Au point de vue religieux, c’était une dépendance de l’abbaye des Bénédictines de Beaumont qui avait établi un petit prieuré à Dreuil. L’abbaye de Beaumont prélevait des droits féodaux de La Roche Noire et de Dreuil en 1789. Il y avait aussi un seigneur laïque qui percevait des droits à La Roche Noire, François de Combres, écuyer, seigneur de Mont, fils d’Hector, écuyer, rendit foi et hommage au roi pour les cens et rentes qu’il prélevait à la Roche Noire et à Mirefleurs en 1669, 1684.
Charles III de la Roche Lambert, seigneur de Monteil, d’Orsonnette, de La Roche-Mirefleurs (La Roche Noire) épousa en 1712 Marie-Marthe-Françoise de Colomb de la Tour dont il eut : Laurent-François-Scipion, comte de La Roche Lambert, seigneur d’Orsonnette, le Monteil, La Roche Mirefleurs marié en 1748 à Michelle-Anne Douart de Fleurance.
En 1815, une compagnie de cavaliers autrichiens a séjourné à La Roche-Noire, pays de vignerons.
Le village était en voie d’abandon à la veille de la Seconde Guerre mondiale : son renouveau démographique est dû à l’installation de personnes travaillant à Clermont et à des propriétaires de résidences secondaires se faisant recenser dans la commune.

## Politique et administration

### Découpage territorial
La commune de La Roche-Noire est membre de la communauté de communes Mond'Arverne Communauté, un établissement public de coopération intercommunale (EPCI) à fiscalité propre créé le 1er janvier 2017 siégeant à Veyre-Monton, et par ailleurs membre d'autres groupements intercommunaux. Jusqu'en 2016, elle faisait partie de la communauté de communes Gergovie Val d'Allier Communauté.
Sur le plan administratif, elle est rattachée à l'arrondissement de Clermont-Ferrand, à la circonscription administrative de l'État du Puy-de-Dôme et à la région Auvergne-Rhône-Alpes.
Sur le plan électoral, elle dépend du canton de Vic-le-Comte pour l'élection des conseillers départementaux, depuis le redécoupage cantonal de 2014 entré en vigueur en 2015, et de la quatrième circonscription du Puy-de-Dôme pour les élections législatives, depuis le dernier découpage électoral de 2010.

### Élections municipales et communautaires

#### Élections de 2020
Le conseil municipal de La Roche-Noire, commune de moins de 1 000 habitants, est élu au scrutin majoritaire plurinominal à deux tours avec candidatures isolées ou groupées et possibilité de panachage. Compte tenu de la population communale, le nombre de sièges à pourvoir lors des élections municipales de 2020 est de 15. La totalité des quinze candidats en lice est élue dès le premier tour, le 15 mars 2020, avec un taux de participation de 49,50 %.

#### Chronologie des maires
| Période                                  | Période                    | Identité                     | Étiquette | Qualité               |
| ---------------------------------------- | -------------------------- | ---------------------------- | --------- | --------------------- |
| Les données manquantes sont à compléter. |                            |                              |           |                       |
| 1800                                     | 1810                       | Joseph Picot-Lacombe         |           |                       |
| 1810                                     | 1814                       | Claude Piale                 |           |                       |
| 1814                                     | 1814                       | Pierre Francon               |           |                       |
| 1814                                     | 1822                       | Joseph Duprat                |           |                       |
| 1822                                     | 1832                       | Annet Gagnon-Dousse          |           |                       |
| 1832                                     | 1848                       | Philippe Chabry              |           |                       |
| 1848                                     | 1850                       | Amable-Henri Gagnon          |           |                       |
| 1850                                     | 1855                       | Jean Montabrut               |           |                       |
| 1855                                     | 1870                       | Jean-Baptiste Chabrit-Moidon |           |                       |
| 1870                                     | 1878                       | Amable-Henri Gagnon          |           |                       |
| 1878                                     | 1881                       | Jules-Etienne Boyer          |           |                       |
| 1881                                     | 1884                       | Amable-Henri Gagnon          |           |                       |
| 1884                                     | 1888                       | Francisque Bourdillon        |           |                       |
| 1888                                     | 1900                       | Pierre Montabrut-Cohade      |           |                       |
| ...                                      | ...                        | ...                          | ...       | ...                   |
| 2001                                     | 2014                       | Marc Testard                 |           |                       |
| mars 2014                                | mai 2020                   | Mme Hélène Federspiel        |           |                       |
| mai 2020                                 | En cours (au 30 août 2020) | Pascal Bruhat                |           | Responsable marketing |

## Équipements et services publics

### Enseignement
La Roche-Noire dépend de l'académie de Clermont-Ferrand. Elle gère une école élémentaire publique.
Les collégiens se rendent à Cournon-d'Auvergne, au collège La Ribeyre. Les lycéens se rendent aussi à Cournon-d'Auvergne, au lycée René-Descartes pour les filières générales et STMG ; toutefois, pour la filière STI2D, ceux-ci fréquentent les lycées La-Fayette à Clermont-Ferrand.

## Population et société

### Démographie
L'évolution du nombre d'habitants est connue à travers les recensements de la population effectués dans la commune depuis 1793. Pour les communes de moins de 10 000 habitants, une enquête de recensement portant sur toute la population est réalisée tous les cinq ans, les populations de référence des années intermédiaires étant quant à elles estimées par interpolation ou extrapolation. Pour la commune, le premier recensement exhaustif entrant dans le cadre du nouveau dispositif a été réalisé en 2005.

En 2022, la commune comptait 630 habitants, en évolution de +3,62 % par rapport à 2016 (Puy-de-Dôme : +2,1 %, France hors Mayotte : +2,11 %).
| 1793 | 1800 | 1806 | 1821 | 1831 | 1836 | 1841 | 1846 | 1851 |
| ---- | ---- | ---- | ---- | ---- | ---- | ---- | ---- | ---- |
| 271  | 316  | 340  | 350  | 312  | 309  | 322  | 308  | 309  |

| 1856 | 1861 | 1866 | 1872 | 1876 | 1881 | 1886 | 1891 | 1896 |
| ---- | ---- | ---- | ---- | ---- | ---- | ---- | ---- | ---- |
| 285  | 274  | 280  | 275  | 285  | 277  | 271  | 296  | 275  |

| 1901 | 1906 | 1911 | 1921 | 1926 | 1931 | 1936 | 1946 | 1954 |
| ---- | ---- | ---- | ---- | ---- | ---- | ---- | ---- | ---- |
| 247  | 224  | 188  | 166  | 150  | 152  | 124  | 111  | 129  |

| 1962 | 1968 | 1975 | 1982 | 1990 | 1999 | 2005 | 2006 | 2010 |
| ---- | ---- | ---- | ---- | ---- | ---- | ---- | ---- | ---- |
| 115  | 99   | 158  | 304  | 426  | 476  | 624  | 624  | 619  |

| 2015 | 2020 | 2022 | - | - | - | - | - | - |
| ---- | ---- | ---- | - | - | - | - | - | - |
| 608  | 624  | 630  | - | - | - | - | - | - |

## Culture locale et patrimoine

### Lieux et monuments
L’activité vigneronne a fortement marqué l’architecture du village. Le bâti excède rarement deux étages et les volumes sont souvent simples : toitures à faible pente, en tuiles canal, avec génoise à l’égout ou corniches en volvic ; pierre de Volvic ou arkose pour les chaînages d’angle et les encadrements de fenêtres.
- L'église, ancienne chapelle castrale du XIIe siècle, entièrement rénovée aujourd’hui, rappelle, par sa disposition intérieure, celle des Baux-de-Provence. Cette chapelle renferme un retable du XVIIe siècle en bois sculpté et doré, de nombreuses statues classées et une exposition de vêtements sacerdotaux.
- Le château de Bellerives, dont la construction remontait au premier quart du XIXe siècle. Il fut édifié par George Onslow bien après 1808, date à laquelle il épousa Mademoiselle de Fontanges. Le château a été démoli dans les années 1990 et il ne reste aujourd’hui qu’un escalier enfoui sous la végétation.
- Le futur Écopôle « La Roche Noire/Pérignat-ès-Allier » prend cœur sur son emplacement.

### Personnalités liées à la commune
- Marc-Jean Achard-Lavort : né le 31 mars 1755 à Neschers[31], mort en déportation le 3 décembre 1798 à Sinnamary.

Fils de Antoine Achard-Lavort, bourgeois, et de damoiselle Antoinette Taillardat, il est étudiant à l'abbaye de Châtrices en 1777, puis à l'abbaye Saint-Barthélemy de Noyon en 1778. Nommé diacre en 1778, il devient prêtre en 1780 à Saint-Antonin puis à Saint-Laon de Thouars en 1781. Nommé curé à La Roche-Noire et refusant de prêter serment à la Constitution civile du clergé, Marc-Jean Achard-Lavort, est alors déclaré prêtre réfractaire. Capturé, il est envoyé en déportation en Guyane, le 1er août 1798 sur le bateau « La Bayonnaise » et débarque à Cayenne le 6 octobre suivant. Relégué à Sinnamary, il y meurt de la peste le 3 décembre 1798.
- George Onslow : compositeur français de la première moitié du XIXe siècle qui vécut de nombreuses années sur le territoire de la commune, dans le château de Bellerives détruit en 1991.
- Jean-Baptiste Desfours, un des 167 savants qui accompagna Bonaparte en Égypte est décédé dans la commune le 24 novembre 1820 ; il était alors chef de bataillon retraité.